# 5673 McAllister
5673 McAllister eller 1986 RT2 är en asteroid i huvudbältet som upptäcktes den 6 september 1986 av den amerikanske astronomen Edward L.G. Bowell vid Anderson Mesa Station. Den är uppkallad efter amerikanen Frances McAllister.
Asteroiden har en diameter på ungefär 5 kilometer.